# Уиттер, Полин
Полин «Полли» Уиттер (англ. Pauline "Polly" Whittier; 9 декабря 1876, Бостон — 3 марта 1946, Нью-Йорк, Нью-Йорк) — американская гольфистка, серебряный призёр летних Олимпийских игр 1900.
На Играх участвовала в одиночных соревнованиях по гольфу среди женщин, в котором, с результатом 49 очков, заняла второе место. Она стала единственной серебряной медалисткой по гольфу.